# Espion et demi
Pour plus de détails, voir Fiche technique et Distribution.
Espion et demi (I Spy) est un film américain réalisé par Betty Thomas, sorti en 2003. C'est une adaptation de la série télévisée américaine Les Espions diffusée pendant 3 saisons à partir de 1965.

## Synopsis
Lorsque le prototype d'un avion espion des plus sophistiqués, le Double Sabre, est dérobé au gouvernement américain, Alex Scott, un agent secret, est appelé en urgence pour le retrouver. Ce qu'il ne sait pas c'est qu'il va devoir faire équipe avec un champion du monde de boxe très suffisant et sûr de lui, Kelly Robinson. Leur mission sera d'utiliser leurs dons complémentaires pour attraper Arnold Gundars, vendeur d'armes illégales très réputé, et reprendre possession de l'avion. Mais Alex tombera rapidement sous le charme de Rachel, sa collègue venue lui prêter main-forte.

## Fiche technique
- Titre : Espion et demi
- Titre original : I Spy
- Réalisation : Betty Thomas
- Scénario : Marianne Wibberley, Cormac Wibberley, Jay Scherick et David Ronn
- Musique : Richard Gibbs
- Costumes : Ruth E. Carter
- Décors : Nathan Lomax et Elizabeth Wilcox
- Montage : Peter Teschner
- Direction de la photographie : Oliver Wood
- Production : Mario Kassar, Betty Thomas et Jenno Topping
- Sociétés de production : Columbia Pictures, Tall Trees Productions, C-2 Pictures et Sheldon Leonard Productions
- Société de distribution : Columbia Pictures
- Budget : 70 millions de dollars
- Pays de production :  États-Unis
- Genre  : action, policier, comédie
- Durée : 97 minutes
- Date de sortie : :
  - États-Unis : 1er janvier 2003
  - France : 19 février 2003
- Date de sortie DVD : 19 août 2003[Où ?]

## Distribution
- Eddie Murphy (VF : Lionel Henry) : Kelly "Rob" Robinson
- Owen Wilson (VF : Arnaud Bedouët) : Agent spécial Alex Scott
- Famke Janssen (VF : Ivana Coppola) : Agent spécial Rachel Wright
- Malcolm McDowell (VF : Jean-Pierre Leroux) : Arnold Gundars
- Gary Cole (VF : Bernard Gabay) : Carlos
- Lynda Boyd (VF : Frédérique Tirmont) : Edna
- Crystal Lowe : jolie fille
- Kevin Rushton : garde

## Production
De nombreuses scènes extérieures du film ont été tournées à Budapest.